# مرداس العنبري
مرداس العنبري هو الصحابي مِرْدَاسُ بن أَبي مِرْدَاس ــ واسمه: عُقْفَانَ ــ ابْنُ سُعَيْم التميميُّ العَنْبَريُّ. أَخرجه أَبو عمر، وقال: له صحبة، وروى عنه ابنه بكر بن مرداس، وقال مرداس: «أتيت النبي ﷺ فدعا لي بالبركة» وذكره ابن السكن، وقال: مَخْرَج حديثه عن محمد بن موسى الهاشمي، عن محمد بن عيسى بن ميفعة.